# Marlowe (1969)
Marlowe (br.: Detetive Marlowe em Ação) é um filme estadunidense de 1969 do gênero policial (em tom de comédia) dirigido por Paul Bogart. Baseado no livro de Raymond Chandler The Little Sister (1949), é mais uma aventura do detetive particular Philip Marlowe.
Como é sua característica, Marlowe comanda uma investigação repleta de mulheres fatais, policiais incompetentes e gângsters apaixonados. Mas também, como é comum em sua carreira, antes de resolver o caso ele é ameaçado, surrado, esfaqueado, drogado e tem seu escritório destruído (a golpes de Jeet Kune Do, numa cena em que Bruce Lee nos dá uma amostra de sua técnica). Outra estrela que mostra sua arte é Rita Moreno, dançando sensualmente num show de cabaret.
James Garner depois estrelaria uma série de TV na qual interpreta Jim Rockford, um detetive baseado em sua interpretação neste filme (a série é The Rockford Files).

## Elenco Principal
- James Garner...Philip Marlowe
- Gayle Hunnicutt...Mavis Wald
- Carroll O'Connor...Tenente Christy French
- Rita Moreno...Dolores Gonzáles
- Sharon Farrell...Orfamay Quest
- William Daniels...Sr.Crowell
- H.M. Wynant...Sonny Steelgrave
- Jackie Coogan...Grant W. Hicks
- Kenneth Tobey...Sgt. Fred Beifus
- Bruce Lee...Winslow Wong
- Christopher Cary...Chuck
- George Tyne...	Oliver Hady
- Corinne Camacho...Julie

## Sinopse
O competente, mas sem clientes, detetive particular de Los Angeles Philip Marlowe, aceita um caso para encontrar o irmão de uma pobre garota do Kansas. Ele acha que o irmão aparentemente se tornou um hippie⁣, mas ao seguir sua pista até um hotel vagabundo, os cadáveres começam a aparecer.